# 마스빙고주

마스빙고 주의 위치

마스빙고주(Masvingo Province)는 짐바브웨 남동부에 위치한 주로, 주도는 마스빙고이며 면적은 56,566km2, 인구는 1,300,000명(2002년 기준)이다. 1980년 이전까지 이 곳은 빅토리아 주로 알려지기도 했다.
동쪽으로는 마니칼랜드주, 북쪽으로는 미들랜즈주, 서쪽으로는 남마타벨랜드주와 인접해 있고 남쪽으로는 모잠비크와 국경을 맞대고 있으며 주 남쪽에는 림포포강이 흐른다. 7개 구(비키타, 치, 자카, 마스빙고, 구투, 음웨네지, 치레지)를 관할한다.

## 같이 보기
- 짐바브웨의 행정 구역